# (3181) Ahnert
(3181) Ahnert – planetoida z pasa głównego asteroid okrążająca Słońce w ciągu 3 lat i 121 dni w średniej odległości 2,23 au. Została odkryta 8 marca 1964 roku w Obserwatorium Karla Schwarzschilda w Tautenburgu przez Freimuta Börngena. Nazwa planetoidy pochodzi od Paula Ahnerta (1897–1989), niemieckiego astronoma. Przed nadaniem nazwy planetoida nosiła oznaczenie tymczasowe (3181) 1964 EC.